# Andrena sinuata
Andrena sinuata är en biart som beskrevs av Pérez 1895. Andrena sinuata ingår i släktet sandbin, och familjen grävbin. Inga underarter finns listade i Catalogue of Life.